# Autoba beraudi
Autoba beraudi là một loài bướm đêm trong họ Erebidae.